# Ruski državni književni muzej
Državni književni muzej – najčuveniji i najveći muzej povijesti ruske književnosti u Ruskoj Federaciji.

## Povijest
Osnovan je 1934. godine spajanjem Središnjega muzeja beletristike, kritike i publicistike i Književnog muzeja biblioteke "V. I. Lenjin". Za vrijeme svog postojanja izrastao je u jednu od najznamenitijih baza kulturnih umjetničkih dobara.
U fondovima muzeja sabrane su osobne arhive pisaca i djelatnika ruske kulture 18. – 20. stoljeća; gravure 17. – 18. stoljeća sa slikama Moskve i Peterburga; slikarski portreti, minijature sa slikama državnih djelatnika; knjige pisane rukom i inkunabule duhovnog sadržaja, prve knjige svjetovnog tiska petrovskog vremena, vrlo rijetke knjige s autografima, rukopisi, crteži pisaca, slikarska djela, rijetke fotografije, popisi djela G.P. Deržavina, D.I. Fonvizina, A.N. Radiščeva, N.M. Karamzina, A.S. Gribojedova, M.J. Ljermontova, N.V. Gogolja, te drugi materijali povezani s poviješću ruske klasične i suvremene književnosti, koji broje više od milijuna jedinica pohrane.
Muzej uključuje desetak podružnica koje se nalaze u raznim rajonima Moskve i Podmoskovja, te koji imaju status odjela.
Od 1972. do 2006. godine direktorica muzeja je bila Natalija Vladimirovna Šahalova.

## Podružnice
1. Dom-muzej A.I. Gercena[1]
2. Dom-muzej A.P. Čehova[2]
3. Dom-muzej M.J. Ljermontova[3]
4. Dom I.S. Ostrouhova[4]
5. Memorijalni kabinet A.V. Lunačarskog[5]
6. Muzej književnosti XVII – XIX st. (Nariškinske dvorane)[6]
7. Memorijalni muzej-stan A.N. Tolstoja[7]
8. Muzej-stan F.M. Dostojevskog[8]
9. Muzej "Srebrnog vijeka" ("Dom V.J. Brjusova")[9]
10. Dom-muzej B.L. Pasternaka[10]
11. Dom-muzej K.I. Čukovskog[11]
12. Dom-muzej M.M. Prišvina[12]